# Ágnes Kovács
Ágnes Kovács [ˈaːɡnɛʃ ˈkovaːtʃ] (* 13. Juli 1981 in Budapest) ist eine ungarische Schwimmerin.

## Werdegang
Sie gehört zu den erfolgreichsten Brustschwimmerinnen überhaupt. Bei den Olympischen Spielen 2000 in Sydney wurde sie über 200 m Brust Olympiasiegerin. Vier Jahre zuvor hatte sie bereits bei den Olympischen Spielen 1996 in Atlanta die Bronzemedaille über die gleiche Strecke gewonnen. Auch bei Europa- und Weltmeisterschaften war sie erfolgreich. So wurde sie unter anderem bei den Europameisterschaften 1999 über alle drei Bruststrecken Europameister, bei den Weltmeisterschaften 1998 und 2001 holte sie jeweils den Titel über ihre Spezialstrecke.
In den Jahren 1997 und 1998 wurde sie zu Europas Schwimmerin des Jahres gewählt.

## Rekorde
| Europarekorde (1)      | Europarekorde (1) | Europarekorde (1)  | Europarekorde (1) |
| ---------------------- | ----------------- | ------------------ | ----------------- |
| 200 m Brust            | 02:24,03 min      | 20. September 2000 | Sydney            |
| (Stand: 30. Juli 2008) |                   |                    |                   |